# Reichstag zu Worms (967)
Der Reichstag zu Worms 967 war eine Reichsversammlung, die formal unter der Regentschaft König Otto (II.) in Worms stattfand.
Die Reichsversammlung tagte Anfang Juni 967. Zentraler Ort in Worms dürfte die dortige Königspfalz gewesen sein. Otto (II.) war damals etwa 12 Jahre alt und es war die erste Reichsversammlung unter seinem Vorsitz. Allerdings dürfte wohl eher Erzbischof Wilhelm (929–968) als der für Kaiser Otto I. faktisch handelnde Regent und „Erzieher“ von Otto (II.) hinter der Organisation der Versammlung gestanden haben. Kaiser Otto (I.) befand sich das ganze Jahr 967 über in Italien.
Zentrales Anliegen der Reichsversammlung in Worms war die Organisation eines Italienzugs von Otto (II.) nach Rom, wo er noch zu Weihnachten desselben Jahres zum Kaiser gekrönt werden sollte.
Otto (II.) begab sich von Worms aus allerdings nicht direkt nach Italien, kehrte vielmehr noch einmal nach Sachsen zurück, bevor er im Oktober die Alpen überquerte und am 21. Dezember 967 in Rom eintraf.